# Игнатенко, Виталий Андреевич
Виталий Андреевич Игнатенко (укр. Віталій Андрійович Ігнатенко, позывной — Немец; 28 июля 1973, Киев — 7 мая 2022, остров Змеиный) — украинский военнослужащий, солдат, участник российско-украинской войны. Герой Украины (2022, посмертно).

## Биография
Родился в 1973 году в Киеве. Проходил срочную службу в Кривом Роге. После службы в 1994 году женился. Окончил техникум по специальности «электроника» и проявлял интерес к военному делу.
В 2015 году, не сообщив об этом семье, мобилизовался в батальон «Донбасс» и отправился на восток Украины. Из-за приобретённой немецкой военной формы получил позывной «Немец». Участвовал в боях под Мариуполем, Светлодарском, Попасной и Лисичанском.
Во время полномасштабного вторжения России в Украину в 2022 году служил в Главном управлении разведки Министерства обороны Украины. Погиб 7 мая 2022 года в ходе освобождения острова Змеиный.
Похоронен на Лесном кладбище в Киеве.

## Награды
- Звание «Герой Украины» с удостоением ордена «Золотая Звезда» (2022, посмертно) — за личное мужество и героизм, проявленные в защите государственного суверенитета и территориальной целостности Украины, верность военной присяге.